# Пам'ятник Івану Мазепі (Перхтольдсдорф)
Па́м'ятник Іва́ну Мазе́пі в Перхтольдсдо́рфі (нім. Mazepadenkmal in Perchtoldsdorf) — пам'ятник гетьману України Івану Мазепі, встановлений у австрійському містечку Перхтольдсдорф (округ Майдлінґ), що за 6 кілометрів на південь від Відня. Пам'ятник розташований на території культурно-інформаційного центру «Український Дім» посольства України в Австрії.
Монумент виготовлено у вигляді бюсту, що встановлений на мармурову колону. На колоні міститься напис німецькою мовою: «Iwan Mazepa 1687—1709». Пам'ятник гетьману Мазепі на території «Українського Дому» встановлено з ініціативи та на кошти українця Маркіяна Припхана, який побудував КІЦ "Український Дім". 
У 1930 році Маркіян (Марко) Припхан емігрував з Галичини до Австрії та осів у Відні. Закінчивши навчання у Віденському університеті, він працював стоматологом та терапевтом у Відні та Перхтольдсдорфі. Бувши громадянином Австрії, але українцем за національністю, Припхан не втратив зв'язку із Україною та відслідковував процеси, що відбувалися на його батьківщині.
Після проголошення у 1991 році незалежності України, доктор Припхан запрошував до Австрії дітей українців, що постраждали від політичних репресій в СРСР, даючи українській молоді можливість вчитися та практикуватися у Відні.
18 серпня 2006 року, на 95-му році життя, доктор Припхан помер. У пам'ять про його заслуги та патріотизм, культурно-інформаційний центр «Український Дім» було названо його ім'ям.

## Також дивіться
- Пам'ятник Івану Мазепі (Галац)
- Пам'ятник гетьману Мазепі та королю Карлу ХІІ (Дігтярівка)
- Пам'ятник Івану Мазепі (Кергонксон)
- Пам'ятник Івану Мазепі (Мазепинці)
- Пам'ятник Івану Мазепі (Чернігів)